# Gary Lux
Gerhard Lux, detto Gary (Kingston, 26 gennaio 1959), è un cantante austriaco, nato in Canada.
Ha partecipato all'Eurovision Song Contest in tre occasioni, sempre come rappresentante dell'Austria: nel 1985 e nel 1987 da solista, mentre nel 1983 aveva partecipato come membro del gruppo Westend.